# Anilocra physodes
{{Bảng phân loại
| name = Anilocra physodes
| image =
| image caption =
| regnum=Animalia
| familia = Cymothoidae
| classis=Malacostraca
| ordo=Isopoda
| genus = Anilocra
| species = A. physodes
| binomial = Anilocra physodes
| binomial_authority = Linnaeus, 1758
| species = A. physodes là một loài chân đều trong họ Cymothoidae. Loài này được Linnaeus miêu tả khoa học năm 1758.